# Arkadiusz Bąk
Arkadiusz Bąk (* 6. Oktober 1974 in Stargard Szczeciński) ist ein ehemaliger polnischer Fußballspieler.

## Vereinskarriere
Arkadiusz Bąk erlernte das Fußballspielen bei Błękitni Stargard Szczeciński. Während seiner langen Profikarriere spielte er – bis auf eine halbe Saison bei Birmingham City in England – nur in Polen. In der Ekstraklasa stand er bei sieben verschiedenen Vereinen unter Vertrag und absolvierte insgesamt 274 Spiele, in denen er 71-mal traf. In der Saison 1997/1998 wurde er mit 14 Toren zusammen mit Sylwester Czereszewski von Legia Warschau und Mariusz Śrutwa von Ruch Chorzów Torschützenkönig der polnischen Ekstraklasa. 
Der offensive Mittelfeldspieler spielte zuletzt beim polnischen Drittligisten Flota Świnoujście und hat seine Profikarriere beendet.

## Nationalmannschaft
Für Polen bestritt Arkadiusz Bąk zwischen 1998 und 2002 insgesamt 13 Länderspiele. Mit der polnischen Nationalmannschaft nahm er an der WM 2002 in Japan und Südkorea teil.

## Erfolge
- Polnischer Meister (2000)
- Polnischer Ligapokalsieger (2000)
- Polnischer Pokalsieger (2001)
- Torschützenkönig der Polnischen Liga (1998)
- WM-Teilnahme (2002)